# Víctor Manuel Martínez Ramírez
Víctor Manuel Martínez Ramírez (Asunción , 9 de septiembre de 1910 – Rosario de Santa Fe, 1 de noviembre de 1983) fue político comunista paraguayo.

## Biografía
Hijo de Víctor Martínez, natural de la ciudad San José de los Arroyos en el departamento de la Cordillera, y de María Concepción Ramírez, natural de la ciudad de Pirayú en el departamento de Cordillera.
Víctor vivió su niñez en la vereda de la calle 14 de mayo, entre la calle Piribebuy y la calle Humaitá, a media cuadra del templo de La Encarnación. De adolescente se lo podía observar inmerso en la lectura en especial de libros de temática social.
A los 22 años (1932) ingresa a la Escuela de Oficiales de Reserva, egresando de esta como Teniente de Reserva, enrolándose inmediatamente para participar en la defensa del Chaco, en el cual adquiere el rango de Teniente Primero. Finalizado el conflicto, vuelve a Asunción donde toma parte de actividades sociales y políticas como la revolución cívico-militar de febrero de 1936, con la cual conoce la persecución política y policial, así como los estudiantes y trabajadores que exigían reivindicaciones gremiales, sociales y políticas.
En 1937 durante el levantamiento fascista del general Francisco Franco, iniciado en la España Republicana el 18 de julio de 1936, luego de que el Partido Comunista Paraguayo asume la postura antifascista, Víctor, Tomás Vera, Vicente Durá Campos, José Durá Campos (que vivió en España desde niño), José Delgado, Perfecto Ibarra, Emiliano Paiva Palacios, Facundo Duarte Miranda y Aparicio Gutiérrez se embarcan por separado a España para integrarse a las Brigadas Internacionales.
Víctor a su llegada a España, fue incorporado a la Brigada del Ejército del Centro, donde con otros internacionalistas, además de luchar contra las fuerzas del bando nacional, participaban en sus tiempos libres de actividades como las discusiones políticas y sociales, puestas de obras teatrales, cursos de lectura y escritura y ayuda social, no solo entre los soldados, sino también para los civiles.
Tras la Declaración de Negrín (que abogaba por la no intervención de los internacionalistas), el 30 de abril de 1938 y el acatamiento de este por las Brigadas, Víctor pasa a ser nombrado ayudante del comandante Pablo, jefe de los excombatientes al mando de las fuerzas del Centro y Sur, teniendo como orden el agrupamiento de los frentes en Valencia, allí se encuentra con Emiliano Paiva (quien había sido asignado como Comisario Político a la 129.ª Brigada Internacional "Dombrovsky", nombre en honor al héroe polaco de la Comuna de París), con quien comparte anécdotas y este le informa del deceso del compañero Facundo Duarte Miranda, miembro de su brigada, quien tiempo antes había descubierto a un miembro de la Gestapo alemana infiltrado dentro de la brigada y la forma en que estos espías se identificaban secretamente entre ellos.
Las brigadas se trasladan en retirada desde Valencia hacia Barcelona en buques camuflados para evitar el rastrillaje marítimo de la marina de guerra italo-alemana y los patrulleros del Comité de No Intervención franco-británicos, cuyos gobiernos eran antisocialistas.
En Barcelona se les une José Durá, y sufren los devastadores ataques de los bombarderos italo-alemanes, pues el presidente Negrín y los ministros españoles también se refugiaron allí, de donde continuaron la retirada con destino a Francia, siendo cubiertos por el V Cuerpo del Ejército, del cual formaba parte Aparicio Gutiérrez. En esta retirada iban cerca de 500.000 personas entre militares y civiles, quienes lograron cruzar los Pirineos, siendo todos estos encerrados en los primeros campos de concentración creados por el gobierno francés a pocos kilómetros de la frontera con España y la costa del mar, en Angelès-sur-mer y Saint Cyprian, donde sufrieron trabajos forzados, torturas físicas y psicológicas, vida a la intemperie, escasez de alimentos y epidemias.
- Datos: Q6165627